# Tro Bro Leon 2009
La 26e édition du Tro Bro Leon a eu le 19 avril 2009. Cette course cycliste bretonne fait partie du calendrier UCI Europe Tour 2009 en catégorie 1.1. Elle est la cinquième épreuve de la Coupe de France 2009.

## Classement final
|    | Coureur             | Équipe                    |    | Temps           |
| -- | ------------------- | ------------------------- | -- | --------------- |
| 1  | Saïd Haddou         | Bouygues Télécom          | en | 4 h 56 min 35 s |
| 2  | Stéphane Bonsergent | Bretagne-Schuller         |    | m.t.            |
| 3  | Lilian Jégou        | Bretagne-Schuller         |    | m.t.            |
| 4  | Denys Kostyuk       | ISD-Neri                  |    | m.t.            |
| 5  | Mikel Gaztañaga     | Murcia-Ampo               |    | m.t.            |
| 6  | Steven Tronet       | Roubaix Lille Métropole   |    | m.t.            |
| 7  | Steven Caethoven    | Agritubel                 |    | m.t.            |
| 8  | Florian Vachon      | Roubaix Lille Métropole   |    | m.t.            |
| 9  | Nadir Haddou        | Auber 93                  |    | m.t.            |
| 10 | Jimmy Casper        | Besson Chaussures-Sojasun |    | m.t.            |